# 山賀琴子
山賀 琴子（やまが ことこ、1995年1月23日 - ）は、日本の元女優。元ブランドプロデューサー。北海道旭川市出身。

## 略歴
札幌聖心女子学院中学校、旭川龍谷高等学校、青山学院大学法学部卒業。
2015年11月、大学3年時に学内のミスコンテスト「ミス青山コンテスト2015」でグランプリを獲得。2016年3月には全国のミスキャンパスの頂点を決める「Miss of Miss Campus Queen Contest 2016」でグランプリを獲得し、モデルプレス賞、JJ賞も受賞した。ファッション雑誌『CanCam』5月号では「"美しすぎる"奇跡の女子大生」として5ページに渡って特集が組まれた。同年5月1日に芸能事務所研音への所属と、女優として芸能活動を開始することを発表した。
2016年10月期のテレビドラマ『逃げるは恥だが役に立つ』で女優デビュー。
2017年3月25日、青山学院大学法学部を卒業した事を自身のTwitter及びInstagramにて報告した。
2018年9月30日をもって研音を退社。女優業引退について、旅行や帰省が自由にできないことを理由に挙げており、もっと自由に自分の時間を楽しむ生き方がしたいという結論を出したと説明した。
2019年1月23日に株式会社COTOCOTOを設立。アクセサリーブランド「ENELSIA（エネルシア）」を始動した。（2024年4月30日ブランド終了）。

## 人物
姉と兄がいる。
モデルプレスによれば、その見た目と抜群のスタイルから「和製ミランダ・カー」と称されるという。本人もミランダ・カーに憧れており、特にミスコン時代は彼女の髪型やメイクに影響を受けていた。本人によると外見から「ツンとしている風に見られる」が、実際の性格はマイペースである。
目標は「日本を代表する女優」になること。好きな俳優は満島ひかりで、特に園子温監督の『愛のむきだし』がお気に入り。いつか園の作品に「すごくどきつい」「ヤンキーでも極道でもなく、ぶっ飛んだヤバイ人」役で出てみたいと語っていた。

### 私生活
2024年4月3日に結婚を発表、同年7月に明治神宮で結婚式を挙げた。
2025年2月14日に離婚を発表した。1年にも満たない結婚生活となった。

## 出演

### テレビドラマ
- 逃げるは恥だが役に立つ（2016年10月11日 - 12月20日、TBS） - 堀内柚 役[20]
- 突然ですが、明日結婚します（2017年1月23日 - 3月20日、フジテレビ） - 矢沢麻衣 役
- あいの結婚相談所（2017年7月28日 - 9月1日、テレビ朝日） - 橘シャーロット麻理子 役[21]
- 伊藤くん A to E 第1話・第2話（2017年8月21日、毎日放送 / 8月16日・23日、TBS） - 三芳 役
- 今からあなたを脅迫します（2017年10月15日 - 12月17日、日本テレビ） - 乾由香 役[22]
- 将軍刑事（2018年1月21日、テレビ朝日） - 笹原かおり 役[23]
- ヘッドハンター（2018年4月16日 - 6月4日、テレビ東京） - 及川百合 役[24]

### 舞台
- 大きな虹のあとで〜不動四兄弟〜（2018年8月3日 - 8月7日） - 百合 役[25]

### CM
- 日本マクドナルド「マックシェイク 北海道メロン」（2017年）[26]

### 配信番組
- BEAUTY THE BIBLE シーズン2（2020年、Amazon Prime Video） - MC[27]

### その他
- 日本取引所グループ かぶオプ アンバサダー（2016年）[28]
- JJ レギュラーモデル（2017年 - 2018年、光文社）[29]
- Oggi 専属アンバサダー（2023年 - 、小学館）[30]

## 書籍
- KOTOKO BOOK（2017年5月19日、扶桑社）ISBN 978-4594077150